# Carex alma
Espèce
Classification phylogénétique
Synonymes
- Carex agrostoides
- Carex vitrea

Carex alma est une espèce de plantes du genre Carex et de la famille des Cyperaceae.